# Tsuruhachi Tsurujirō
Tsuruhachi Tsurujirō (鶴八鶴次郎, Tsuruhachi Tsurujirō) é um filme de drama japonês de 1938 dirigido por Mikio Naruse. O filme gira em torno de uma dupla de músicos tradicionais e é baseado em um conto (e posteriormente em uma peça shinpa) do escritor japonês Matsutaro Kawaguchi.

## Sinopse
Tsuruhachi e Tsurujirō, que se conhecem desde a infância, são uma dupla de músicos que fazem muito sucesso, com Tsurujirō atuando como tayū (cantor) e Tsuruhachi tocando shamisen. Embora ambos tenham aprendido essa arte com a já falecida mãe de Tsuruhachi, Tsurujirō critica constantemente a maneira que sua colega toca o instrumento, o que leva a repetidos conflitos que precisam ser resolvidos pelo empresário da dupla, Shohei, e pelo proprietário do local, Takeno.
Depois que Tsuruhachi diz a Tsurujirō que ela considera se casar com o rico Sr. Matsuzaki, Tsurujirō confessa seu amor por ela, e Tsuruhachi concorda em se casar com ele. Tsurujirō espera abrir seu próprio teatro um dia, onde Tsuruhachi oferece ajuda com sua herança para garantir o financiamento do novo empreendimento. Quando Tsurujirō descobre que o dinheiro, na verdade, veio de Matsuzaki, ele acusa Tsuruhachi de ser a amante desse homem rico. Tsuruhachi rompe furiosamente seu noivado por causa dessa falsa acusação e se casa com Matsuzaki.
Agora sendo cantor solo e se apresentando em pequenos locais por todo o Japão, a carreira de Tsurujirō declina, até que um dia Shohei e Takeno conseguem convencer ele e sua ex-parceira a subirem ao palco juntos novamente. O reencontro é um tremendo sucesso, e Tsuruhachi declara que, pela oportunidade de se apresentar com seu ex-colega, ela considera abandonar o casamento com Matsuzaki. Na última noite, Tsurujirō começa a criticar Tsuruhachi novamente, o que faz com que ela rompa os laços com ele de uma vez por todas. Depois, Tsurujirō diz a Shohei que ele só começou a discussão com Tsuruhachi para que ela voltasse ao antigo casamento, o que ele acha que é o melhor para ela.

## Elenco
- Isuzu Yamada como Toyo/Tsuruhachi
- Kazuo Hasegawa como Jirō/Tsurujirō
- Kamatari Fujiwara como Shohei
- Heihachiro Okawa como Matsuzaki
- Masao Mishima como Takeno

## Temas
Tsuruhachi Tsurujirō foi baseado no conto homônimo de Kawaguchi, que recebeu seu primeiro Prêmio Naoki em 1935, onde também foi considerado uma adaptação do filme americano Bolero de 1934.

## Lançamento e recepção
O filme foi lançado no Japão em 29 de setembro de 1938. Em uma análise feita pela revista japonesa de cinema Kinema Junpo, Tsuruhachi Tsurujirō foi reconhecido como o melhor filme de Naruse desde Yogoto no yume de 1933, assim como a atuação de Yamada sendo muito aclamada. Ao mesmo tempo, Naruse foi criticado por ser vago sobre o cenário histórico do filme e por sua incapacidade de deixar sua marca no material. O final foi considerado insatisfatório e pouco convincente.
O filme foi exibido nos Estados Unidos em 1984-85. Em uma crítica de 2006 para a Slant Magazine, Keith Uhlich, crítico de cinema, concluiu que seu filme foi "principalmente um veículo para suas estrelas muito atraentes", cuja beleza visual permanecia na superfície e cujas sequências musicais, ao contrário de Uta andon, futuro trabalho do diretor, careciam "da profundidade dos melhores trabalhos de Naruse com a forma".

## Legado
Tsuruhachi Tsurujirō foi exibido no Museu de Arte Moderna de Nova York em 1985 como parte de sua retrospectiva sobre as obras de Mikio Naruse, e no Festival Internacional de Cinema de Berlim em 2014 em sua seção "Retrospectiva".